# Willian Gerlem
Willian Gerlem (* 7. August 1984 in Linhares, Espírito Santo) ist ein brasilianischer ehemaliger Fußballspieler.

## Karriere
Gerlem kam im Jahr 2005 nach Europa zu GD Estoril Praia, der seinerzeit in der Liga de Honra, der zweiten portugiesischen Liga, spielte. Mit seinem Klub konnte er sich in der Saison 2005/06 im Mittelfeld der Klasse platzieren. Im Januar 2007 verpflichtete ihn der rumänische Erstligist Farul Constanța. Dort kam er in der Rückrunde 2006/07 zunächst nur unregelmäßig zum Einsatz, gehörte aber in den folgenden Spielzeiten zum erweiterten Stamm der Mannschaft. Nach dem Abstieg 2009 verließ er den Klub zum Ligakonkurrenten FC Vaslui. War er dort in der Saison 2009/10 noch Stammkraft, wurde er in der Folge nur noch selten berücksichtigt.
Im Sommer 2012 wurde Gerlems Vertrag in Vaslui nicht verlängert. Er kehrte nach Brasilien zurück, wo er bei EC Vitória in der Série B spielte. Er kam nur auf drei Einsätze und hatte somit geringen Anteil am Aufstieg seiner Mannschaft. Mitte 2013 holte ihn der schwedische Erstligist Syrianska FC. Mit seinem neuen Klub musste er am Ende der Spielzeit 2013 absteigen. Er blieb dem Klub auch eine Klasse tiefer erhalten. Mitte 2014 wurde er für ein halbes Jahr an AFC United in die dritte schwedische Liga ausgeliehen. Mit seinem neuen Klub gelang ihm in der Saison 2014 der Aufstieg in die Superettan. Anfang 2015 kehrte er nach Brasilien zurück. Neben Opérario FC (MT) war er kurze Zeit bei verschiedenen Vereinen bis zu seinem Karriereende angestellt.